# Puchar Świata w Kolarstwie Szosowym 2000
Puchar Świata w kolarstwie szosowym w sezonie 2000 to dwunasta edycja tej imprezy. Organizowany przez UCI, obejmował dziesięć wyścigów, z których wszystkie odbyły się w Europie. Pierwszy wyścig – Mediolan-San Remo – odbył się 18 marca, a ostatni – Giro di Lombardia – 21 października.
Trofeum sprzed roku bronił reprezentujący Belgię Andrei Tchmil. W tym sezonie w klasyfikacji generalnej najlepszy okazał się Niemiec Erik Zabel. Najlepszym teamem okazał się włoski Mapei-Quick Step.

## Kalendarz
| Data  | Wyścig                   | Zwycięzca          | Drugi                | Trzeci               |
| ----- | ------------------------ | ------------------ | -------------------- | -------------------- |
| 18.03 | Mediolan-San Remo        | Erik Zabel         | Fabio Baldato        | Óscar Freire         |
| 02.04 | Ronde van Vlaanderen     | Andrei Tchmil      | Dario Pieri          | Romāns Vainšteins    |
| 09.04 | Paryż-Roubaix            | Johan Museeuw      | Peter Van Petegem    | Erik Zabel           |
| 16.04 | Liège-Bastogne-Liège     | Paolo Bettini      | David Etxebarria     | Davide Rebellin      |
| 22.04 | Amstel Gold Race         | Erik Zabel         | Michael Boogerd      | Markus Zberg         |
| 06.08 | HEW-Cyclassics           | Gabriele Missaglia | Francesco Casagrande | Fabio Baldato        |
| 12.08 | Clásica de San Sebastián | Erik Dekker        | Andrei Tchmil        | Romāns Vainšteins    |
| 20.08 | Mistrzostwa Zurychu      | Laurent Dufaux     | Jan Ullrich          | Francesco Casagrande |
| 08.10 | Paryż-Tours              | Andrea Tafi        | Andrei Tchmil        | Daniele Nardello     |
| 21.10 | Giro di Lombardia        | Raimondas Rumšas   | Francesco Casagrande | Niklas Axelsson      |

## Klasyfikacja indywidualna
| Lp. | Zawodnik             | Team                 | Punkty |
| --- | -------------------- | -------------------- | ------ |
| 1.  | Erik Zabel           | Team Deutsch Telekom | 347    |
| 2.  | Andrei Tchmil        | Lotto – Adecco       | 285    |
| 3.  | Francesco Casagrande | Vini Caldirola       | 230    |
| 4.  | Paolo Bettini        | Mapei – Quick Step   | 217    |
| 5.  | Romāns Vainšteins    | Vini Caldirola       | 204    |
| 6.  | Óscar Freire         | Mapei – Quick Step   | 164    |
| 6.  | Davide Rebellin      | Mapei – Quick Step   | 164    |
| 8.  | Fabio Baldato        | Fassa Bortolo        | 145    |
| 9.  | Zbigniew Spruch      | Lampre – Daikin      | 144    |
| 10. | Peter Van Petegem    | Farm Frites          | 135    |

## Klasyfikacja drużynowa
| Lp. | Team                    | Punkty |
| --- | ----------------------- | ------ |
| 1.  | Mapei-Quick Step        | 96     |
| 2.  | Rabobank                | 71     |
| 3.  | Fassa Bortolo           | 60     |
| 4.  | Lampre-Daikin           | 58     |
| 5.  | Vini Caldirola-Sidermec | 44     |